# Clinton, Clinton County, New York
Clinton är en kommun (town) i Clinton County i delstaten New York, USA.